# Battery Park Underpass
Der Battery Park Underpass ist ein Straßentunnel an der Südspitze von Manhattan in New York City. Er verbindet den West Side Highway auf der Westseite mit dem Franklin D. Roosevelt East River Drive (FDR Drive) auf der Ostseite Manhattans. Der Tunnel wurde 1951 eröffnet und war der zweite Abschnitt des FDR Drive, der fertiggestellt wurde. Die Unterführung unterquert den Park The Battery und die Zufahrt zum Brooklyn-Battery Tunnel.

## Beschreibung
Das Westportal vom Battery Park Underpass befindet sich im Süden des Stadtteils Battery Park City. An der Mündung des Tunnels beginnt die West Street, die Teil des nach Norden führenden West Side Highways (New York State Route 9A oder NY 9A) ist. Das Ostportal liegt im Viertel South Ferry im Süden des Financial Districts nahe dem Whitehall Terminal der Staten Island Ferry direkt neben dem Battery Maritime Building. Hier führt der von Norden kommende FDR Drive in den Tunnel.
Baubeginn war 1949 und der Battery Park Underpass wurde am 10. April 1951 dem Verkehr übergeben. Seit seinem Bestehen gab es mehrere nicht verwirklichte Pläne für eine Verlängerung des Tunnels auf der Ostseite. 1971 wurde vorgeschlagen, den South Street Viaduct in einen Tunnel umzuwandeln, der bis zur Brooklyn Bridge führen sollte. Im Jahr 2002 forderte die „Downtown Alliance“, Vertreter des hiesigen Business Improvement Districts eine Verlängerung der Unterführung um 105 m, um einen Platz vor dem Battery Maritime Building zu schaffen. Im Jahr 2005 wollte Bürgermeister Michael Bloomberg eine Verlängerung des Tunnels beim Battery Maritime Building als Teil eines Plans zur Sanierung der Hochstraße „South Street Viaduct“, Teil des FDR Drives, erreichen.
Am 29. Oktober 2012 wurde der Tunnel durch eine Sturmflut während Hurrikan Sandy vollständig geflutet. Er konnte erst am 13. November 2012 nach den notwendigen Reinigungs- und Reparaturarbeiten wieder in Betrieb genommen werden.

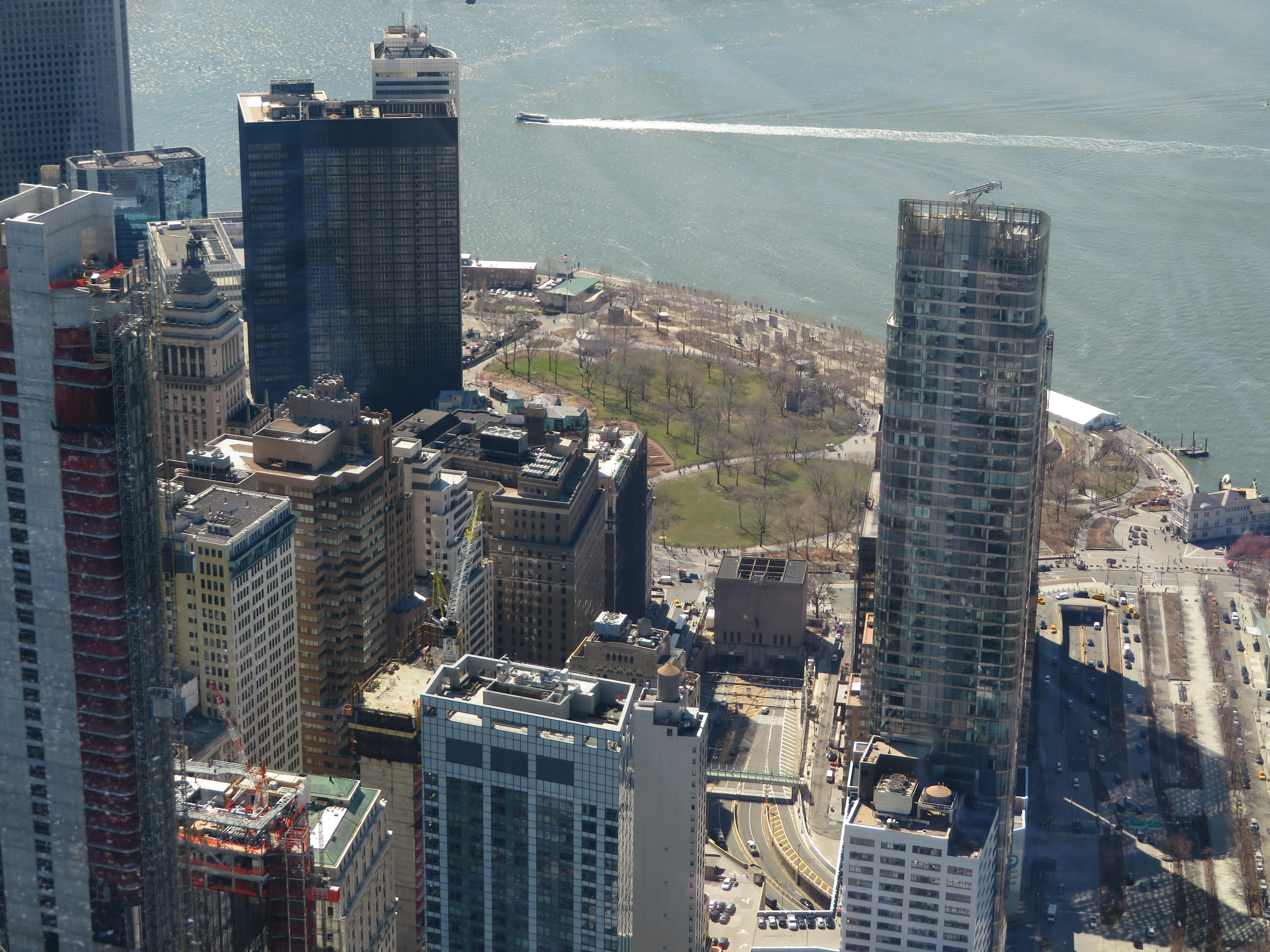
The Battery, Battery Park Underpass (ganz rechts) und Brooklyn–Battery Tunnel (halbrechts)
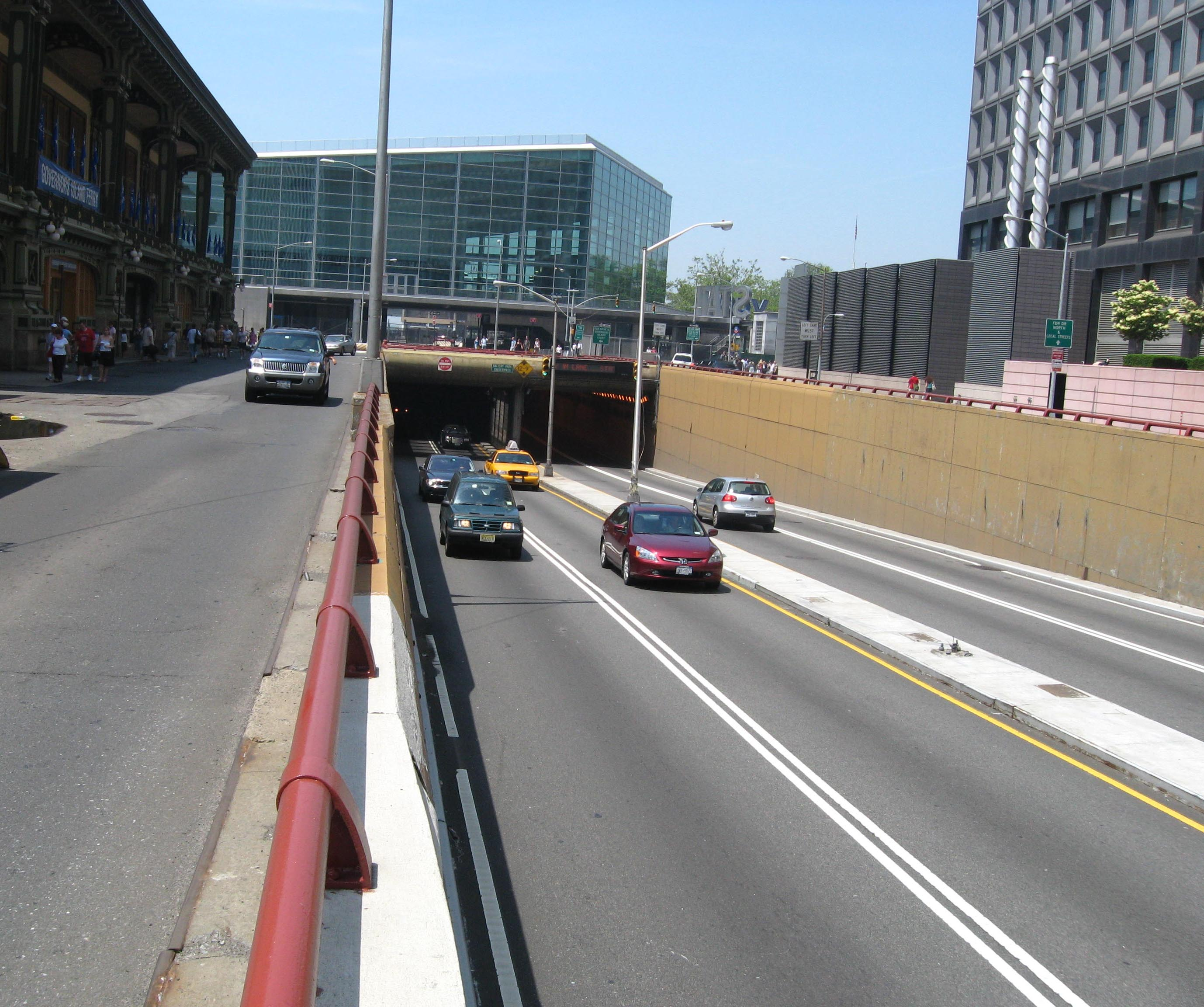
Östliches Tunnelportal, im Hintergrund das Whitehall Terminal
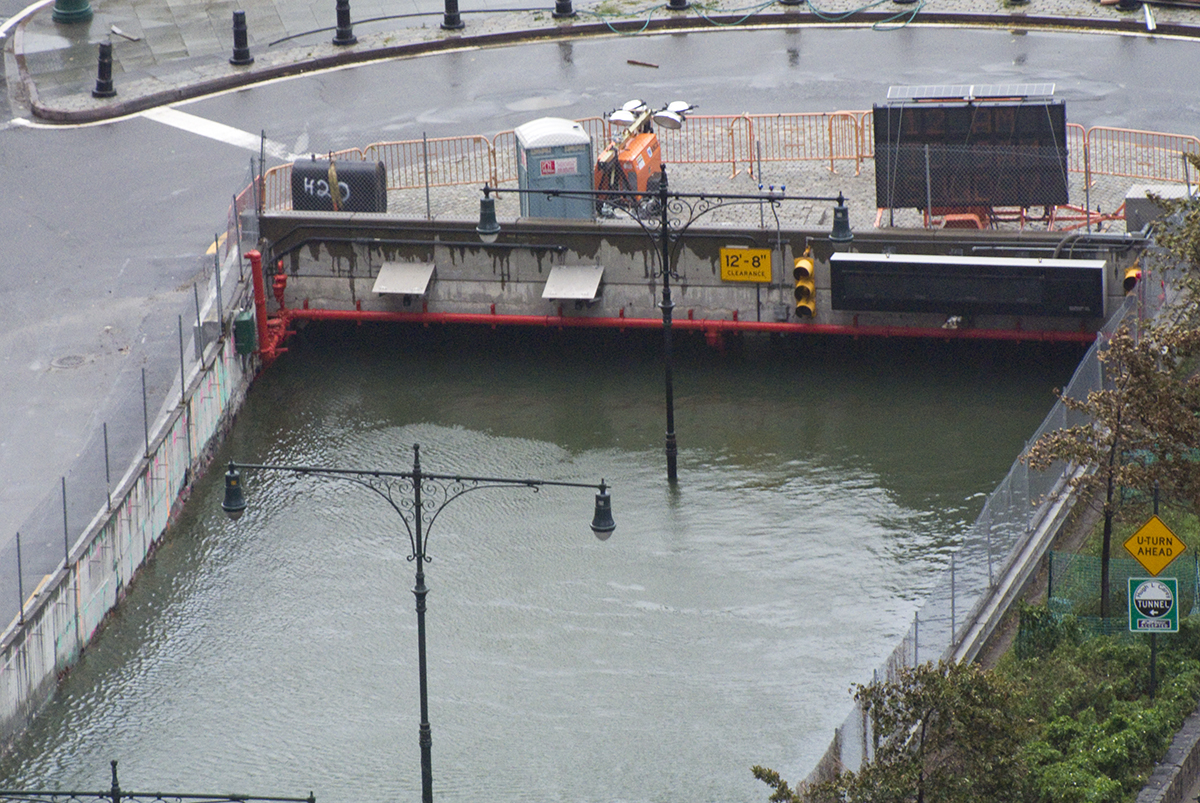
Der durch Hurrikan Sandy geflutete Tunnel in Battery Park City
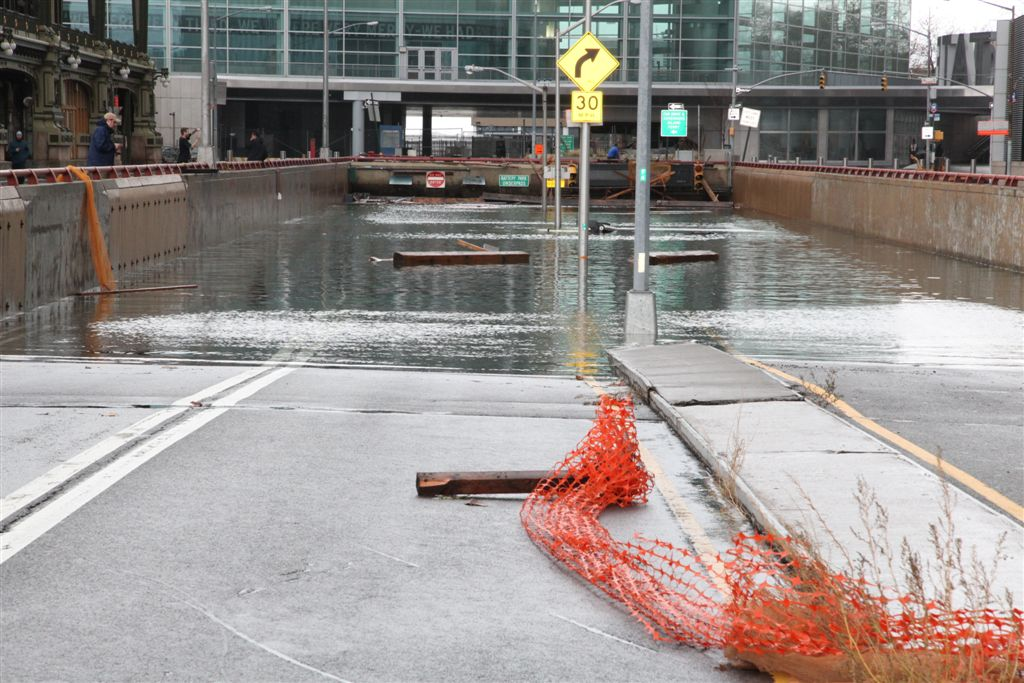
Der geflutete Tunnel am Ostportal (FDR Drive)